# 翅柃
翅柃（学名：Eurya alata）为山茶科柃属下的一个种。